# ワコビア・スペクトラム
スペクトラム（Spectrum）はペンシルベニア州フィラデルフィアにあった屋内競技場。

## 歴史
1967年10月19日に開場。1994年にはコアステーツ・スペクトラム、1998年にはファースト・ユニオン・スペクトラム、2003年には、ワコビア・スペクトラムになっていた。
過去にはNBAのフィラデルフィア・セブンティシクサーズとNHLのフィラデルフィア・フライヤーズ、AFLのフィラデルフィア・ソウルの本拠地として使用された。また、WWFのサマースラムでは1990年に開催された。また、NCAA男子バスケットボールトーナメントのファイナルフォーも1976年と1981年に開催された。
しかし建物の老朽化などで2009年10月のパール・ジャムの4公演で閉場された。2011年5月までに取り壊された。